# Bristol (Nueva York)
Bristol es un pueblo ubicado en el condado de Ontario en el estado estadounidense de Nueva York. En el año 2000 tenía una población de 2,421 habitantes y una densidad poblacional de 25 personas por km².

## Geografía
Bristol se encuentra ubicado en las coordenadas 42°50′43″N 77°25′28″O / 42.84528, -77.42444.

## Demografía
Según la Oficina del Censo en 2000 los ingresos medios por hogar en la localidad eran de $53,250 y los ingresos medios por familia eran $60,172. Los hombres tenían unos ingresos medios de $38,182 frente a los $27,900 para las mujeres. La renta per cápita para la localidad era de $24,060. Alrededor del 5.5% de la población estaban por debajo del umbral de pobreza.